# Chrząstów (Koniecpol)
Chrząstów – historyczna część miasta Koniecpola, stanowiąca jego prawobrzeżną – względem Pilicy – dzielnicę. Rozpościera się głównie wzdłuż ulicy Żeromskiego. Do 1959 samodzielna wieś, posiadająca odrębną historię i powiązania administracyjne od Koniecpola, który związany był z powiatem radomszczańskim w Łódzkiem, podczas gdy Chrząstów związany był z powiatem włoszczowskim w Kieleckiem. Obecnie obie miejscowości należą do powiatu częstochowskiego w województwie śląskim.
W Chrząstowie znajdowała się od początku stacja kolejowa Koniecpola.

## Historia
W latach 1867–1954 Chrząstów był siedzibą gminy Chrząstów w powiecie włoszczowskim w guberni kieleckiej. W II RP przynależał do woj. kieleckiego, gdzie 4 listopada 1933 wraz z wsią Michałów, majątkiem Chrząstów, tartakiem Chrząstów, osadą Komora, osadą Grobla i stacją kolejową Koniecpol utworzyły gromadę o nazwie Chrząstów w gminie Chrząstów.
Podczas II wojny światowej włączony do Generalnego Gubernatorstwa. Po wojnie powrócono do stanu sprzed z 1939, a Chrząstów stanowił jedną z gromad gminy Chrząstów.
W związku z reformą znoszącą gminy jesienią 1954 roku, Chrząstów  włączono do nowo utworzonej gromady Chrząstów.
31 grudnia 1959 z gromady Chrząstów wyłączono osadę Chrząstów i osadę tartakową Chrząstów (a także stację kolejową Koniecpol, wieś Niwa, osady Komora i Grobla oraz gajówki Połońskie i Tomaszów), włączając je do miasta Koniecpol, przyłączonego tego samego dnia do powiatu włoszczowskiego z powiatu radomszczańskiego w woj. łódzkim. W związku z tym Chrząstów stał się obszarem miejskim.
Gromada Chrząstów (bez Chrząstowa) utrzymała się jeszcze dwa lata, do 31 grudnia 1961, aczkolwiek z siedzibą w Koniecpolu.